# Hemelinger Tunnel
Der Hemelinger Tunnel ist ein Straßentunnel im Bremer Stadtteil Hemelingen und der längste Tunnel in der Freien Hansestadt Bremen.

## Planungen
Ideen zum Bau eines Tunnels unter Hemelingen gab es schon seit den 1970er-Jahren. Als Daimler-Benz 1978 ein Werk im Hemelinger Ortsteil Sebaldsbrück eröffnete, wurde eine Verbesserung der Verkehrsanbindungen allgemein als notwendig erachtet. In der Fabrik sollten bis zu 16.000 Menschen arbeiten. Ein Großteil der Mitarbeiter erreicht den Arbeitsplatz mit dem Auto. Ebenso müssen jeden Tag rund 8000 Lastwagen das Werk erreichen, um Montageteile just in time liefern zu können.
1990 beschloss die SPD jedoch auf einem Landesparteitag, einen schon in der Planung befindlichen Entlastungstunnel nicht zu bauen. Daraufhin kam es zu umfangreichen Protesten von Anwohnern, die sich durch den Verkehrslärm belästigt fühlten.

Fünf Jahre später äußerten auch die Fraktionsvorsitzenden der kurz zuvor gebildeten Großen Koalition in Bremen ihre Ablehnung gegen einen Tunnelbau. Man plädierte für die so genannte Stackkamp-Trasse, eine Straßenalternative, die der ehemalige Bürgermeister Klaus Wedemeier vorgeschlagen hatte.
Der damalige SPD-Fraktionsvorsitzende und spätere Bürgerschaftspräsident Christian Weber begründete die Entscheidung mit den Worten:
„Wir können doch in dieser dramatischen Haushaltsnotlage nicht 600, 700 Millionen, vielleicht sogar eine Milliarde Mark ausgeben, wenn es Alternativen gibt.“
Der zu jener Zeit amtierende Hemelinger Ortsamtsleiter Hans-Dieter Rissland meinte dazu:
„Eine Verarschung aller Hemelinger ist das.“

Nachdem festgestellt wurde, dass die Kosten bei einer Trogbauweise rund 100 Millionen Euro betragen würden, machte der Senat mit dem Abschluss eines Planfeststellungsverfahrens 1999 den Weg für den Bau frei.

## Tunnelbau
Der Bau wurde von 1999 bis 2003 durchgeführt. Er kostete   rund 175 Millionen Euro.

Der Tunnel beginnt unweit westlich des Mercedes-Werkes an der Sebaldsbrücker Heerstraße. Von dort verläuft er in einem leicht s-förmigen Bogen nach Südwesten, wo er am Autobahnzubringer Hemelingen wieder zu Tage tritt. Er unterquert ein Wohn- und Gewerbegebiet, zwei Eisenbahntrassen und einige Straßen, von welchen die Godehardstraße auf ihrer kompletten Länge über ihm verläuft.
Der Tunnel hat eine Länge von 593 Metern. Rechnet man die Ein- und Ausfahrtströge hinzu, beträgt die Gesamtlänge 878 Meter.

Täglich durchqueren etwa 23.000 Kraftfahrzeuge den Tunnel; sechs Prozent davon sind Lastwagen.

## Auswirkungen
Untersuchungen ergaben, dass das Verkehrsaufkommen in den umliegenden Vierteln nach der Eröffnung des Tunnels gesunken ist. Während zuvor an der Kreuzung Schlengstraße/Hannoversche Straße täglich rund 16.000 Fahrzeuge gezählt wurden, sank der Wert auf etwa 11.000. Auch die Christernstraße und der Brüggeweg wurden entlastet.